# 康拉德二世 (巴伐利亞公爵)
康拉德二世（德語：KUNO；1052年9月/10月—1055年4月10日），又名幼童康拉德，出身自薩利安王朝，巴伐利亞公爵（1054年—1055年在位）。神聖羅馬皇帝亨利三世與其妻子亞奎丹公爵威廉五世的女兒普瓦圖的阿格尼絲之次子，神聖羅馬皇帝亨利四世（巴伐利亞公爵亨利八世）的弟弟。

## 生平
康拉德於1052年在雷根斯堡出生。當父親亨利三世於1054年逝世後，兄長亨利四世繼承為羅馬人民的國王，並將巴伐利亞公爵的爵位傳給只有3歲的康拉德。但是康拉德只活至翌年4月，他於雷根斯堡逝世後不久，爵位又重歸皇帝亨利四世手上。
由於前任公爵庫諾有時不被視為康拉德，所以康拉德二世又被稱為康拉德一世。